# Ludvík I. Neapolský
Ludvík I. také známý jako Ludvík z Taranta (italsky Luigi, Aloisio, nebo Ludovico ; 1320 Neapol – 26. května 1362 Neapol) byl člen kapetovského rodu Anjou, který vládl jako neapolský král, provensálský a forcalquierský hrabě a tarentský kníže.
Ludvík získal neapolskou korunu sňatkem se svou sestřenicí, královnou Johanou I., jejíž předchozí manžel Ondřej Uherský zemřel v důsledku spiknutí. Okamžitě poté, co si zajistil svůj status jejího spoluvládce, úspěšně sebral své manželce veškerou moc. Z jejich katastrofálního manželství se narodily dvě dcery, Kateřina a Františka, z nichž žádná nepřežila své rodiče. Během jejich společné vlády se vypořádal s četnými povstáními, útoky a neúspěšnými vojenskými operacemi, přesto je obecně považován za neschopného panovníka. Po jeho smrti Johana obnovila svou moc a odmítla se o ni podělit se svými následujícími manžely.

## Pozadí a rodina
Ludvík, člen kapetovského rodu Anjou, se narodil v Neapoli jako druhý syn knížete Filipa I. z Taranta, a Kateřiny z Valois. Z otcovy strany byl bratrancem jak otce královny Johany I. Neapolské, tak otce jejího manžela vévody Ondřeje Kalábrijského. Z matčiny strany byl také Johaniným bratrancem. Jeho starší bratr kníže Robert z Taranta měl s královnou Johanou poměr. Když byl 17letý Ondřej 18. září 1345 zavražděn kvůli tomu, že se snažil spoluvládnout se svou manželkou, byla Johana podezřívaná z toho, že si vraždu s pomocí Ludvíka a Roberta objednala.
Po smrti svého manžela byla mladá královna silně ovlivňována Robertem, ale v říjnu 1346 se sblížila s Ludvíkem. Matka bratrů zemřela ten samý měsíc a svůj nárok na Latinské císařství zanechala Robertovi, který zase postoupil Tarentské knížectví Ludvíkovi.

## Sňatek

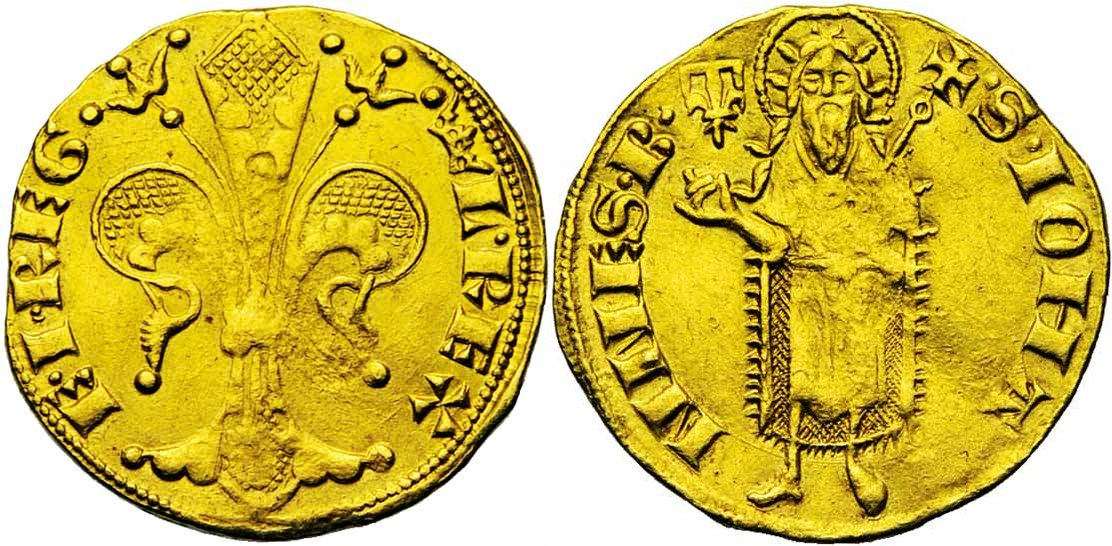
Provensálská mince „krále Ludvíka a královny Johany“ (L· REX- E· I· REG), ražená v letech 1349 až 1362

Ludvík a Johana se vzali 22. srpna 1347 v Neapoli, aniž by se snažili získat od papeže Klementa VI. dispens, který byl nutný, protože byli blízce příbuzní. Sňatek byl pokusem zajistit pro Ludvíka Neapolské království spíše než uklidnit válčící větve rodu Anjou.

### Vzestup k moci
Poté, co král Ludvík I. Uherský napadl Neapol, aby pomstil vraždu svého bratra Ondřeje, pár uprchl do Provence, které Johana vládla jako hraběnka. V Avignonu se setkali s Klementem, feudálním vládcem Neapolského království. Aby si zajistila jeho přijetí jejich manželství a podporu proti obvinění z Ondřejovy vraždy, Johana  mu město prodala.

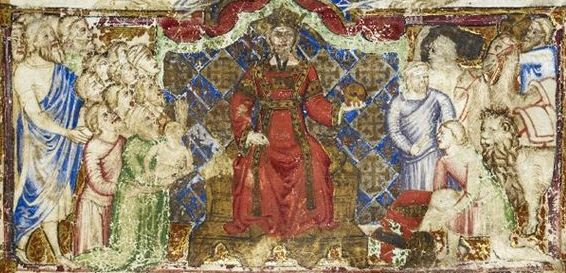
Detail rukopisu s artušovskou tematikou vytvořeného pro Ludvíka, který ho vyobrazuje na trůnu

Černá smrt donutila Uhry v srpnu 1348 ustoupit z Neapole. Ludvík a Johana, kterým se právě narodila jejich starší dcera Kateřina, se okamžitě vrátili do království. Od počátku roku 1349 byly všechny dokumenty pro království vydávány na jména manželů a Ludvík měl nesporně pod kontrolou vojenské pevnosti. Na mincích vydaných během jejich společné vlády bylo Ludvíkovo jméno vždy před jménem Johany. Ačkoli byl Klementem oficiálně uznán jako král a spoluvládce až v roce 1352, je pravděpodobné, že ho Neapolané považovali za svého panovníka od chvíle, kdy se jako takový začal chovat.
Ludvík využil zmatku způsobeného dalším uherským útokem, aby své manželce sebral moc. Dvůr očistil od jejích příznivců a velmi pravděpodobně nechal popravit jejího oblíbence Enrica Caracciola, kterého v dubnu 1349 obvinil z cizoložství.

### Oficiální vláda

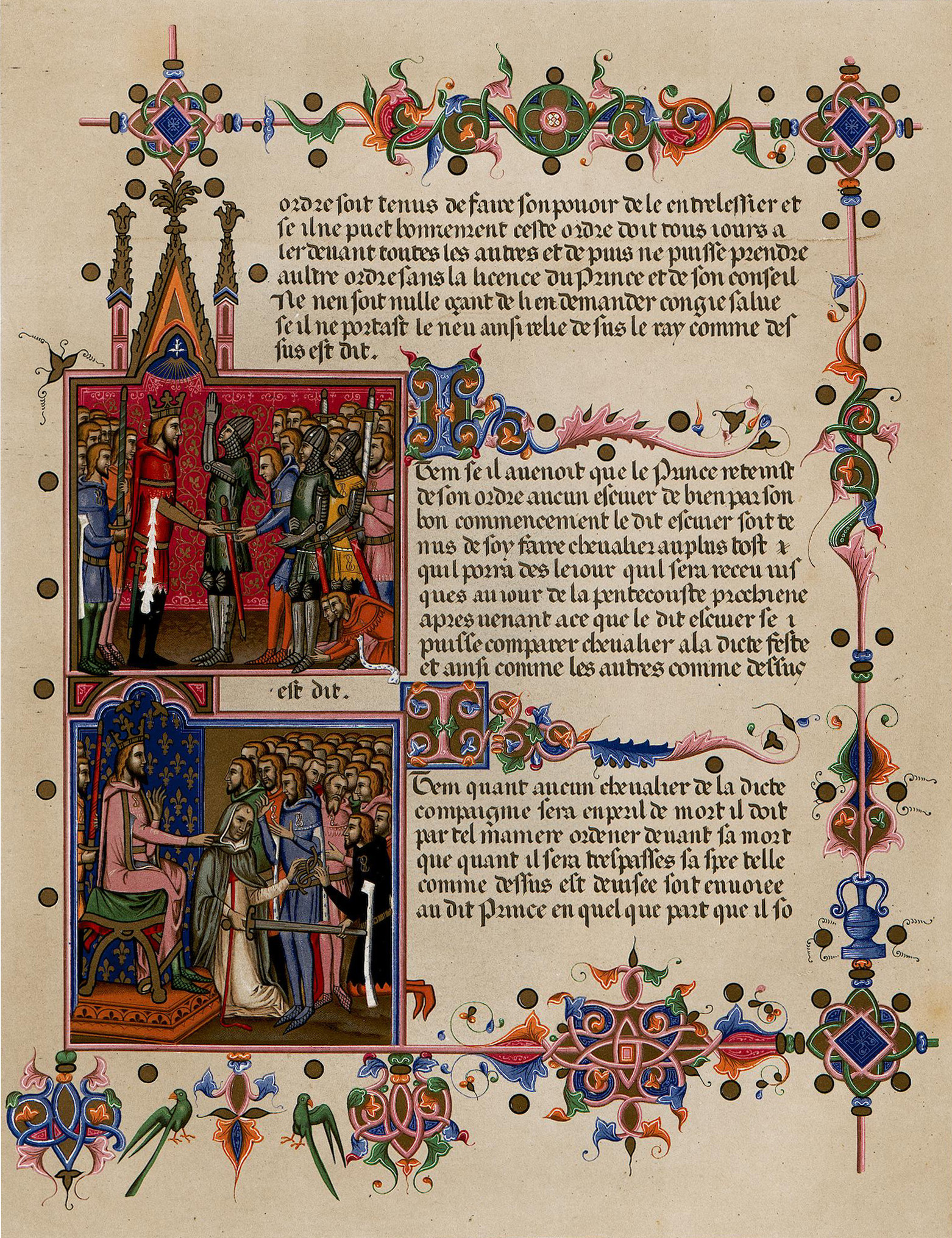
Stránka stanov Řádu uzlu (faksimile z 19. století)

V roce 1350 zahájil uherský král další invazi a přinutil Ludvíka a Johanu uprchnout do Gaety. Ludvík s pomocí papeže Klementa těsně porazil uherské síly. Papež ho však pokáral za to, že „s královnou zacházel jako s vězněm a sluhou“ a souhlasil s uznáním Ludvíka za krále a spoluvládce pouze pod podmínkou, že přijme fakt, že koruna patří Johaně. Brzy poté se jim narodila mladší dcera Františka. Ludvík obdržel Klementovo formální uznání jako spoluvládce své manželky ve všech jejích říších dne 20. nebo 23. března 1352 a byl vedle ní korunován na krále o Letnicích dne 25. nebo 27. května 1352. Františka, v té době jediné přeživší dítě páru, zemřela v den jejich korunovace. Ludvík při příležitosti korunovace založil Řád uzlu, s největší pravděpodobností v naději, že zlepší jejich pošramocenou pověst. V roce 1356 byli v Messině korunováni sicilskými vládci, ale nepodařilo se jim dobýt celý ostrov, který byl v roce 1285 sebrán rodu Anjou rodem Barcelonských a fungoval tak jako samostatné království.
Smrt jejich příznivce Klementa VI. byla pro Ludvíka a Johanu nepříjemná. Jeho nástupce Inocenc VI. je exkomunikoval za to, že neplatili Svatému stolci každoroční tribut. Problém byl vyřešen návštěvou Avignonu v roce 1360.
Ludvíkův pokus sesadit v roce 1360 z trůnu Fridricha III. a získat zpět Sicílii skončil neúspěchem, i když než se jeho baroni vzbouřili, podařilo se mu obsadit velkou část ostrova (včetně hlavního města Palerma). Doma čelil opozici bratranců a sestřenic svých a své manželky, rodu Anjou-Durazzo, kteří jeho převahu nenesli dobře, přičemž Ludvík Gravinský vyvolal v Apulii povstání.

## Smrt a dědictví
Ludvík zemřel, pravděpodobně na dýmějový mor, dne 26. května 1362 v Neapoli. Johana okamžitě obnovila svou moc nad svými říšemi. Přestože se znovu provdala ještě dvakrát, za Jakuba IV. Mallorského a Otu Brunšvicko-Grubenhagenského, zůstal Ludvík jejím jediným manželem, kterému udělila status spolupanovníka. Taranto přešlo na jeho mladšího bratra Filipa II. Po jeho smrti se řád, který založil, jednoduše rozpustil. Byl pohřben v územním opatství Montevergine vedle své matky.
Ačkoli jeden kronikář napsal, že „smrt Ludvíka z Taranta způsobila velkou korupci v celém království“, jeho současníci měli za to, že postrádá jak schopnosti, tak charakter. Petrarca, obeznámený se členy neapolského dvora, ho popsal jako „násilného a lživého, marnotratného a lakomého, zhýralého a krutého“, člověka, který „nevěděl ani jak přimět své poddané, aby ho milovali“ a který dokonce „nepotřeboval jejich lásku“. Největším úspěchem Ludvíka I. bylo jmenování Niccola Acciaioliho velkosenešalem, což Neapoli poskytlo schopného správce a vojevůdce.

## Rodokmen
|                   |                   |                   |                   |                   |                   |                  |                  |                    |                    |                    |                    |                    |                    |                   |                   |                     |                     |                     |                     |                     |                     | Karel II. Neapolský | Karel II. Neapolský | Karel II. Neapolský | Karel II. Neapolský | Karel II. Neapolský | Karel II. Neapolský |                     |                     | Marie Uherská     | Marie Uherská     | Marie Uherská       | Marie Uherská       | Marie Uherská       | Marie Uherská       |                     |                     |                    |                    |                    |                    |                  |                  |                  |                  |  |  |                      |                      |                      |                      |                      |                      |  |  |                        |                        |                        |                        |                        |                        |
|                   |                   |                   |                   |                   |                   |                  |                  |                    |                    |                    |                    |                    |                    |                   |                   |                     |                     |                     |                     |                     |                     | Karel II. Neapolský | Karel II. Neapolský | Karel II. Neapolský | Karel II. Neapolský | Karel II. Neapolský | Karel II. Neapolský |                     |                     | Marie Uherská     | Marie Uherská     | Marie Uherská       | Marie Uherská       | Marie Uherská       | Marie Uherská       |                     |                     |                    |                    |                    |                    |                  |                  |                  |                  |  |  |                      |                      |                      |                      |                      |                      |  |  |                        |                        |                        |                        |                        |                        |
|                   |                   |                   |                   |                   |                   |                  |                  |                    |                    |                    |                    |                    |                    |                   |                   |                     |                     |                     |                     |                     |                     |                     |                     |                     |                     |                     |                     |                     |                     |                   |                   |                     |                     |                     |                     |                     |                     |                    |                    |                    |                    |                  |                  |                  |                  |  |  |                      |                      |                      |                      |                      |                      |  |  |                        |                        |                        |                        |                        |                        |
|                   |                   |                   |                   |                   |                   |                  |                  |                    |                    |                    |                    |                    |                    |                   |                   |                     |                     |                     |                     |                     |                     |                     |                     |                     |                     |                     |                     |                     |                     |                   |                   |                     |                     |                     |                     |                     |                     |                    |                    |                    |                    |                  |                  |                  |                  |  |  |                      |                      |                      |                      |                      |                      |  |  |                        |                        |                        |                        |                        |                        |
|                   |                   |                   |                   | Karel Martel      | Karel Martel      | Karel Martel     | Karel Martel     | Karel Martel       | Karel Martel       |                    |                    | Robert Neapolský   | Robert Neapolský   | Robert Neapolský  | Robert Neapolský  | Robert Neapolský    | Robert Neapolský    |                     |                     |                     |                     |                     |                     | Karel z Valois      | Karel z Valois      | Karel z Valois      | Karel z Valois      | Karel z Valois      | Karel z Valois      |                   |                   |                     |                     |                     |                     |                     |                     |                    |                    |                    |                    |                  |                  |                  |                  |  |  | Jan z Durazza        | Jan z Durazza        | Jan z Durazza        | Jan z Durazza        | Jan z Durazza        | Jan z Durazza        |  |  | Eleonora Neapolská     | Eleonora Neapolská     | Eleonora Neapolská     | Eleonora Neapolská     | Eleonora Neapolská     | Eleonora Neapolská     |
|                   |                   |                   |                   | Karel Martel      | Karel Martel      | Karel Martel     | Karel Martel     | Karel Martel       | Karel Martel       |                    |                    | Robert Neapolský   | Robert Neapolský   | Robert Neapolský  | Robert Neapolský  | Robert Neapolský    | Robert Neapolský    |                     |                     |                     |                     |                     |                     | Karel z Valois      | Karel z Valois      | Karel z Valois      | Karel z Valois      | Karel z Valois      | Karel z Valois      |                   |                   |                     |                     |                     |                     |                     |                     |                    |                    |                    |                    |                  |                  |                  |                  |  |  | Jan z Durazza        | Jan z Durazza        | Jan z Durazza        | Jan z Durazza        | Jan z Durazza        | Jan z Durazza        |  |  | Eleonora Neapolská     | Eleonora Neapolská     | Eleonora Neapolská     | Eleonora Neapolská     | Eleonora Neapolská     | Eleonora Neapolská     |
|                   |                   |                   |                   |                   |                   |                  |                  |                    |                    |                    |                    |                    |                    |                   |                   |                     |                     |                     |                     |                     |                     |                     |                     |                     |                     |                     |                     |                     |                     |                   |                   |                     |                     |                     |                     |                     |                     |                    |                    |                    |                    |                  |                  |                  |                  |  |  |                      |                      |                      |                      |                      |                      |  |  |                        |                        |                        |                        |                        |                        |
|                   |                   |                   |                   |                   |                   |                  |                  |                    |                    |                    |                    |                    |                    |                   |                   |                     |                     |                     |                     |                     |                     |                     |                     |                     |                     |                     |                     |                     |                     |                   |                   |                     |                     |                     |                     |                     |                     |                    |                    |                    |                    |                  |                  |                  |                  |  |  |                      |                      |                      |                      |                      |                      |  |  |                        |                        |                        |                        |                        |                        |
|                   |                   |                   |                   | Karel I. Uherský  | Karel I. Uherský  | Karel I. Uherský | Karel I. Uherský | Karel I. Uherský   | Karel I. Uherský   |                    |                    | Karel Kalábrijský  | Karel Kalábrijský  | Karel Kalábrijský | Karel Kalábrijský | Karel Kalábrijský   | Karel Kalábrijský   |                     |                     | Marie z Valois      | Marie z Valois      | Marie z Valois      | Marie z Valois      | Marie z Valois      | Marie z Valois      |                     |                     | Kateřina z Valois   | Kateřina z Valois   | Kateřina z Valois | Kateřina z Valois | Kateřina z Valois   | Kateřina z Valois   |                     |                     | Filip I. z Taranta  | Filip I. z Taranta  | Filip I. z Taranta | Filip I. z Taranta | Filip I. z Taranta | Filip I. z Taranta |                  |                  |                  |                  |  |  | Ludvík Gravinský     | Ludvík Gravinský     | Ludvík Gravinský     | Ludvík Gravinský     | Ludvík Gravinský     | Ludvík Gravinský     |  |  | Petr II. Sicilský      | Petr II. Sicilský      | Petr II. Sicilský      | Petr II. Sicilský      | Petr II. Sicilský      | Petr II. Sicilský      |
|                   |                   |                   |                   | Karel I. Uherský  | Karel I. Uherský  | Karel I. Uherský | Karel I. Uherský | Karel I. Uherský   | Karel I. Uherský   |                    |                    | Karel Kalábrijský  | Karel Kalábrijský  | Karel Kalábrijský | Karel Kalábrijský | Karel Kalábrijský   | Karel Kalábrijský   |                     |                     | Marie z Valois      | Marie z Valois      | Marie z Valois      | Marie z Valois      | Marie z Valois      | Marie z Valois      |                     |                     | Kateřina z Valois   | Kateřina z Valois   | Kateřina z Valois | Kateřina z Valois | Kateřina z Valois   | Kateřina z Valois   |                     |                     | Filip I. z Taranta  | Filip I. z Taranta  | Filip I. z Taranta | Filip I. z Taranta | Filip I. z Taranta | Filip I. z Taranta |                  |                  |                  |                  |  |  | Ludvík Gravinský     | Ludvík Gravinský     | Ludvík Gravinský     | Ludvík Gravinský     | Ludvík Gravinský     | Ludvík Gravinský     |  |  | Petr II. Sicilský      | Petr II. Sicilský      | Petr II. Sicilský      | Petr II. Sicilský      | Petr II. Sicilský      | Petr II. Sicilský      |
|                   |                   |                   |                   |                   |                   |                  |                  |                    |                    |                    |                    |                    |                    |                   |                   |                     |                     |                     |                     |                     |                     |                     |                     |                     |                     |                     |                     |                     |                     |                   |                   |                     |                     |                     |                     |                     |                     |                    |                    |                    |                    |                  |                  |                  |                  |  |  |                      |                      |                      |                      |                      |                      |  |  |                        |                        |                        |                        |                        |                        |
|                   |                   |                   |                   |                   |                   |                  |                  |                    |                    |                    |                    |                    |                    |                   |                   |                     |                     |                     |                     |                     |                     |                     |                     |                     |                     |                     |                     |                     |                     |                   |                   |                     |                     |                     |                     |                     |                     |                    |                    |                    |                    |                  |                  |                  |                  |  |  |                      |                      |                      |                      |                      |                      |  |  |                        |                        |                        |                        |                        |                        |
| Ludvík I. Uherský | Ludvík I. Uherský | Ludvík I. Uherský | Ludvík I. Uherský | Ludvík I. Uherský | Ludvík I. Uherský |                  |                  | Ondřej Kalábrijský | Ondřej Kalábrijský | Ondřej Kalábrijský | Ondřej Kalábrijský | Ondřej Kalábrijský | Ondřej Kalábrijský |                   |                   | Johana I. Neapolská | Johana I. Neapolská | Johana I. Neapolská | Johana I. Neapolská | Johana I. Neapolská | Johana I. Neapolská |                     |                     | Ludvík I. Neapolský | Ludvík I. Neapolský | Ludvík I. Neapolský | Ludvík I. Neapolský | Ludvík I. Neapolský | Ludvík I. Neapolský |                   |                   | Filip II. z Taranta | Filip II. z Taranta | Filip II. z Taranta | Filip II. z Taranta | Filip II. z Taranta | Filip II. z Taranta |                    |                    | Robert z Taranta   | Robert z Taranta   | Robert z Taranta | Robert z Taranta | Robert z Taranta | Robert z Taranta |  |  | Karel III. Neapolský | Karel III. Neapolský | Karel III. Neapolský | Karel III. Neapolský | Karel III. Neapolský | Karel III. Neapolský |  |  | Fridrich III. Sicilský | Fridrich III. Sicilský | Fridrich III. Sicilský | Fridrich III. Sicilský | Fridrich III. Sicilský | Fridrich III. Sicilský |
| Ludvík I. Uherský | Ludvík I. Uherský | Ludvík I. Uherský | Ludvík I. Uherský | Ludvík I. Uherský | Ludvík I. Uherský |                  |                  | Ondřej Kalábrijský | Ondřej Kalábrijský | Ondřej Kalábrijský | Ondřej Kalábrijský | Ondřej Kalábrijský | Ondřej Kalábrijský |                   |                   | Johana I. Neapolská | Johana I. Neapolská | Johana I. Neapolská | Johana I. Neapolská | Johana I. Neapolská | Johana I. Neapolská |                     |                     | Ludvík I. Neapolský | Ludvík I. Neapolský | Ludvík I. Neapolský | Ludvík I. Neapolský | Ludvík I. Neapolský | Ludvík I. Neapolský |                   |                   | Filip II. z Taranta | Filip II. z Taranta | Filip II. z Taranta | Filip II. z Taranta | Filip II. z Taranta | Filip II. z Taranta |                    |                    | Robert z Taranta   | Robert z Taranta   | Robert z Taranta | Robert z Taranta | Robert z Taranta | Robert z Taranta |  |  | Karel III. Neapolský | Karel III. Neapolský | Karel III. Neapolský | Karel III. Neapolský | Karel III. Neapolský | Karel III. Neapolský |  |  | Fridrich III. Sicilský | Fridrich III. Sicilský | Fridrich III. Sicilský | Fridrich III. Sicilský | Fridrich III. Sicilský | Fridrich III. Sicilský |

## Vývod z předků
|                  |                        |  |                        |                                  |  |  |  |  |  |  |  | Ludvík VIII. Francouzský |
|                  |                        |  |                        |                                  |  |  |  |  |  |  |  |                          |
|                  | Karel I. z Anjou       |  |                        |                                  |  |  |  |  |  |  |  |                          |
|                  |                        |  |                        |                                  |  |  |  |  |  |  |  |                          |
|                  |                        |  |                        | Blanka Kastilská                 |  |  |  |  |  |  |  |                          |
|                  |                        |  |                        |                                  |  |  |  |  |  |  |  |                          |
|                  | Karel II. Neapolský    |  |                        |                                  |  |  |  |  |  |  |  |                          |
|                  |                        |  |                        |                                  |  |  |  |  |  |  |  |                          |
|                  |                        |  |                        | Rajmund Berengar V. Provensálský |  |  |  |  |  |  |  |                          |
|                  |                        |  |                        |                                  |  |  |  |  |  |  |  |                          |
|                  | Beatrix Provensálská   |  |                        |                                  |  |  |  |  |  |  |  |                          |
|                  |                        |  |                        |                                  |  |  |  |  |  |  |  |                          |
|                  |                        |  |                        | Beatrix Savojská                 |  |  |  |  |  |  |  |                          |
|                  |                        |  |                        |                                  |  |  |  |  |  |  |  |                          |
|                  | Filip I. z Taranta     |  |                        |                                  |  |  |  |  |  |  |  |                          |
|                  |                        |  |                        |                                  |  |  |  |  |  |  |  |                          |
|                  |                        |  |                        | Béla IV. Uherský                 |  |  |  |  |  |  |  |                          |
|                  |                        |  |                        |                                  |  |  |  |  |  |  |  |                          |
|                  | Štěpán V. Uherský      |  |                        |                                  |  |  |  |  |  |  |  |                          |
|                  |                        |  |                        |                                  |  |  |  |  |  |  |  |                          |
|                  |                        |  |                        | Marie Laskarina                  |  |  |  |  |  |  |  |                          |
|                  |                        |  |                        |                                  |  |  |  |  |  |  |  |                          |
|                  | Marie Uherská          |  |                        |                                  |  |  |  |  |  |  |  |                          |
|                  |                        |  |                        |                                  |  |  |  |  |  |  |  |                          |
|                  |                        |  |                        | Kuthen                           |  |  |  |  |  |  |  |                          |
|                  |                        |  |                        |                                  |  |  |  |  |  |  |  |                          |
|                  | Alžběta Kumánská       |  |                        |                                  |  |  |  |  |  |  |  |                          |
|                  |                        |  |                        |                                  |  |  |  |  |  |  |  |                          |
|                  |                        |  |                        | Mstislawna                       |  |  |  |  |  |  |  |                          |
|                  |                        |  |                        |                                  |  |  |  |  |  |  |  |                          |
| Ludvík z Taranta |                        |  |                        |                                  |  |  |  |  |  |  |  |                          |
|                  |                        |  |                        |                                  |  |  |  |  |  |  |  |                          |
|                  |                        |  | Ludvík IX. Francouzský |                                  |  |  |  |  |  |  |  |                          |
|                  |                        |  |                        |                                  |  |  |  |  |  |  |  |                          |
|                  | Filip III. Francouzský |  |                        |                                  |  |  |  |  |  |  |  |                          |
|                  |                        |  |                        |                                  |  |  |  |  |  |  |  |                          |
|                  |                        |  |                        | Markéta Provensálská             |  |  |  |  |  |  |  |                          |
|                  |                        |  |                        |                                  |  |  |  |  |  |  |  |                          |
|                  | Karel I. z Valois      |  |                        |                                  |  |  |  |  |  |  |  |                          |
|                  |                        |  |                        |                                  |  |  |  |  |  |  |  |                          |
|                  |                        |  |                        | Jakub I. Aragonský               |  |  |  |  |  |  |  |                          |
|                  |                        |  |                        |                                  |  |  |  |  |  |  |  |                          |
|                  | Isabela Aragonská      |  |                        |                                  |  |  |  |  |  |  |  |                          |
|                  |                        |  |                        |                                  |  |  |  |  |  |  |  |                          |
|                  |                        |  |                        | Jolanda Uherská                  |  |  |  |  |  |  |  |                          |
|                  |                        |  |                        |                                  |  |  |  |  |  |  |  |                          |
|                  | Kateřina z Valois      |  |                        |                                  |  |  |  |  |  |  |  |                          |
|                  |                        |  |                        |                                  |  |  |  |  |  |  |  |                          |
|                  |                        |  |                        | Balduin II. Konstantinopolský    |  |  |  |  |  |  |  |                          |
|                  |                        |  |                        |                                  |  |  |  |  |  |  |  |                          |
|                  | Filip z Courtenay      |  |                        |                                  |  |  |  |  |  |  |  |                          |
|                  |                        |  |                        |                                  |  |  |  |  |  |  |  |                          |
|                  |                        |  |                        | Marie z Brienne                  |  |  |  |  |  |  |  |                          |
|                  |                        |  |                        |                                  |  |  |  |  |  |  |  |                          |
|                  | Kateřina z Courtenay   |  |                        |                                  |  |  |  |  |  |  |  |                          |
|                  |                        |  |                        |                                  |  |  |  |  |  |  |  |                          |
|                  |                        |  |                        | Karel I. z Anjou                 |  |  |  |  |  |  |  |                          |
|                  |                        |  |                        |                                  |  |  |  |  |  |  |  |                          |
|                  | Beatrix Sicilská       |  |                        |                                  |  |  |  |  |  |  |  |                          |
|                  |                        |  |                        |                                  |  |  |  |  |  |  |  |                          |
|                  |                        |  |                        | Beatrix Provensálská             |  |  |  |  |  |  |  |                          |
|                  |                        |  |                        |                                  |  |  |  |  |  |  |  |                          |